# Dược phẩm
Dược phẩm (còn được gọi là thuốc) là một loại chất hóa học dùng để chẩn đoán, chữa bệnh, điều trị hoặc phòng ngừa bệnh. Điều trị bằng thuốc là một phần quan trọng của lĩnh vực y tế và dựa vào dược lý học để tiến bộ liên tục và dược học để quản lý thuốc một cách thích hợp.
Thuốc được phân loại theo nhiều cách khác nhau. Một trong những bộ phận quan trọng là theo mức độ kiểm soát, phân biệt thuốc theo toa (ETC) (những thuốc mà dược sĩ chỉ phân phối theo đơn đặt hàng của bác sĩ, trợ lý bác sĩ hoặc y tá có trình độ) với các loại thuốc không kê đơn (OTC) (những thuốc mà người tiêu dùng có thể tự đặt mua). Một sự khác biệt quan trọng là giữa tiểu phân tử thuốc truyền thống, thường bắt nguồn từ tổng hợp hóa học, và dược sinh học, trong đó bao gồm các protein tái tổ hợp, vắc xin, chế phẩm máu sử dụng trị liệu (chẳng hạn như IVIG), liệu pháp gen, kháng thể đơn dòng và liệu pháp tế bào (ví dụ, trị liệu tế bào gốc). Các cách khác để phân loại thuốc là theo phương thức hành động, đường sử dụng, hệ thống sinh học bị ảnh hưởng hoặc hiệu quả điều trị. Một hệ thống phân loại công phu và được sử dụng rộng rãi là Hệ thống phân loại hóa học trị liệu giải phẫu (hệ thống ATC). Tổ chức Y tế Thế giới giữ một danh sách các thuốc thiết yếu.
Phát minh chế tạo thuốc và phát triển thuốc là những nỗ lực phức tạp và tốn kém được các công ty dược phẩm, nhà khoa học hàn lâm và chính phủ thực hiện. Kết quả của con đường phức tạp này từ khám phá đến thương mại hóa, hợp tác đã trở thành một thông lệ tiêu chuẩn để phát triển các ứng cử viên thuốc thành thuốc thương mại thông qua các con đường phát triển. Chính phủ thường quy định những loại thuốc nào có thể được bán trên thị trường, làm thế nào thuốc được bán trên thị trường và trong một số khu vực pháp lý, giá thuốc bán ra. Tranh cãi đã nảy sinh về giá thuốc và cách xử lý thuốc đã qua sử dụng.

## Định nghĩa
Ở châu Âu, thuật ngữ này là "dược phẩm" và được luật pháp EU quy định là: "(a) Bất kỳ chất hoặc sự kết hợp nào của các chất được trình bày là có đặc tính để điều trị hoặc phòng ngừa bệnh ở người; hoặc 
(b) Bất kỳ chất hoặc sự kết hợp của các chất có thể được sử dụng trong hoặc quản lý cho con người hoặc với mục đích khôi phục, sửa chữa hoặc sửa đổi chức năng sinh lý của việc gây một dược lý, miễn dịch hoặc hành động trao đổi chất, hoặc để thực hiện một chẩn đoán y tế ."  :36
Ở Mỹ, một "loại thuốc" là: 
- Một chất được công nhận bởi một dược điển chính thức hoặc danh mục thuốc.
- Một chất dùng để chẩn đoán, chữa bệnh, giảm thiểu, điều trị hoặc phòng ngừa bệnh.
- Một chất (trừ thực phẩm ) nhằm mục đích ảnh hưởng đến cấu trúc hoặc bất kỳ chức năng nào của cơ thể.
- Một chất dùng để sử dụng như một thành phần của thuốc nhưng không phải là thiết bị hoặc thành phần, bộ phận hoặc phụ kiện của thiết bị.
- Các sản phẩm sinh học được bao gồm trong định nghĩa này và thường được bảo vệ bởi cùng các luật và quy định, nhưng sự khác biệt tồn tại về quy trình sản xuất của chúng (quy trình hóa học so với quy trình sinh học). [5]

## Sử dụng
Sử dụng thuốc ở người Mỹ cao tuổi đã được nghiên cứu; trong một nhóm 2377 người có độ tuổi trung bình là 71 được khảo sát từ năm 2005 đến năm 2006, 84% sử dụng ít nhất một toa thuốc, 44% dùng ít nhất một  thuốc không kê đơn (OTC), và 52% dùng ít nhất một chế độ ăn uống bổ sung ; trong một nhóm gồm 2245 người Mỹ cao tuổi (tuổi trung bình 71) được khảo sát trong giai đoạn 2010 - 2011, các tỷ lệ này là 88%, 38% và 64%. 

## Phân loại
Một trong những phân loại chính là giữa các loại thuốc phân tử nhỏ truyền thống; thường có nguồn gốc từ tổng hợp hóa học, và các sản phẩm y tế sinh học ; bao gồm protein tái tổ hợp, vắc-xin, các sản phẩm máu được sử dụng trong điều trị (như IVIG ), liệu pháp gen và liệu pháp tế bào (ví dụ, liệu pháp tế bào gốc ). 
Dược phẩm hoặc thuốc được phân loại trong các nhóm khác ngoài nguồn gốc của chúng dựa trên các đặc tính dược lý như phương thức hành động và hoạt động hoặc hoạt động dược lý của chúng,  như tính chất hóa học, chế độ hoặc đường sử dụng, hệ thống sinh học bị ảnh hưởng, hoặc tác dụng chữa bệnh của chúng. Một hệ thống phân loại công phu và được sử dụng rộng rãi là Hệ thống phân loại hóa học trị liệu giải phẫu (hệ thống ATC). Tổ chức Y tế Thế giới giữ một danh sách các loại thuốc thiết yếu .
Một ví dụ mẫu của các lớp thuốc bao gồm: 
1. Thuốc hạ sốt : hạ sốt (pyrexia / pyresis)
2. Thuốc giảm đau : giảm đau (thuốc giảm đau)
3. Thuốc chống sốt rét : điều trị sốt rét
4. Kháng sinh : ức chế mầm bệnh
5. Thuốc sát trùng : ngăn ngừa sự phát triển của mầm bệnh gần vết bỏng, vết cắt và vết thương
6. Chất ổn định tâm trạng : lithium và valpromide
7. Thay thế hormone : Premarin
8. Thuốc tránh thai đường uống : Enovid, thuốc "biphasic" và thuốc "triphasic"
9. Chất kích thích : methylphenidate, amphetamine
10. Thuốc an thần : meprobamate, chlorpromazine, reserpin, chlordiazepoxide, diazepam, và alprazolam
11. Statin : lovastatin, Pravastatin và simvastatin

Dược phẩm cũng có thể được mô tả là loại "đặc biệt", độc lập với các phân loại khác, là nhóm sản phẩm không rõ ràng, có thể khó quản lý, yêu cầu xử lý đặc biệt trong khi dùng, yêu cầu giám sát bệnh nhân trong và ngay sau khi dùng, có các yêu cầu quy định cụ thể hạn chế sử dụng của thuốc, và thường đắt tiền so với các loại thuốc khác. 

## Đường dùng

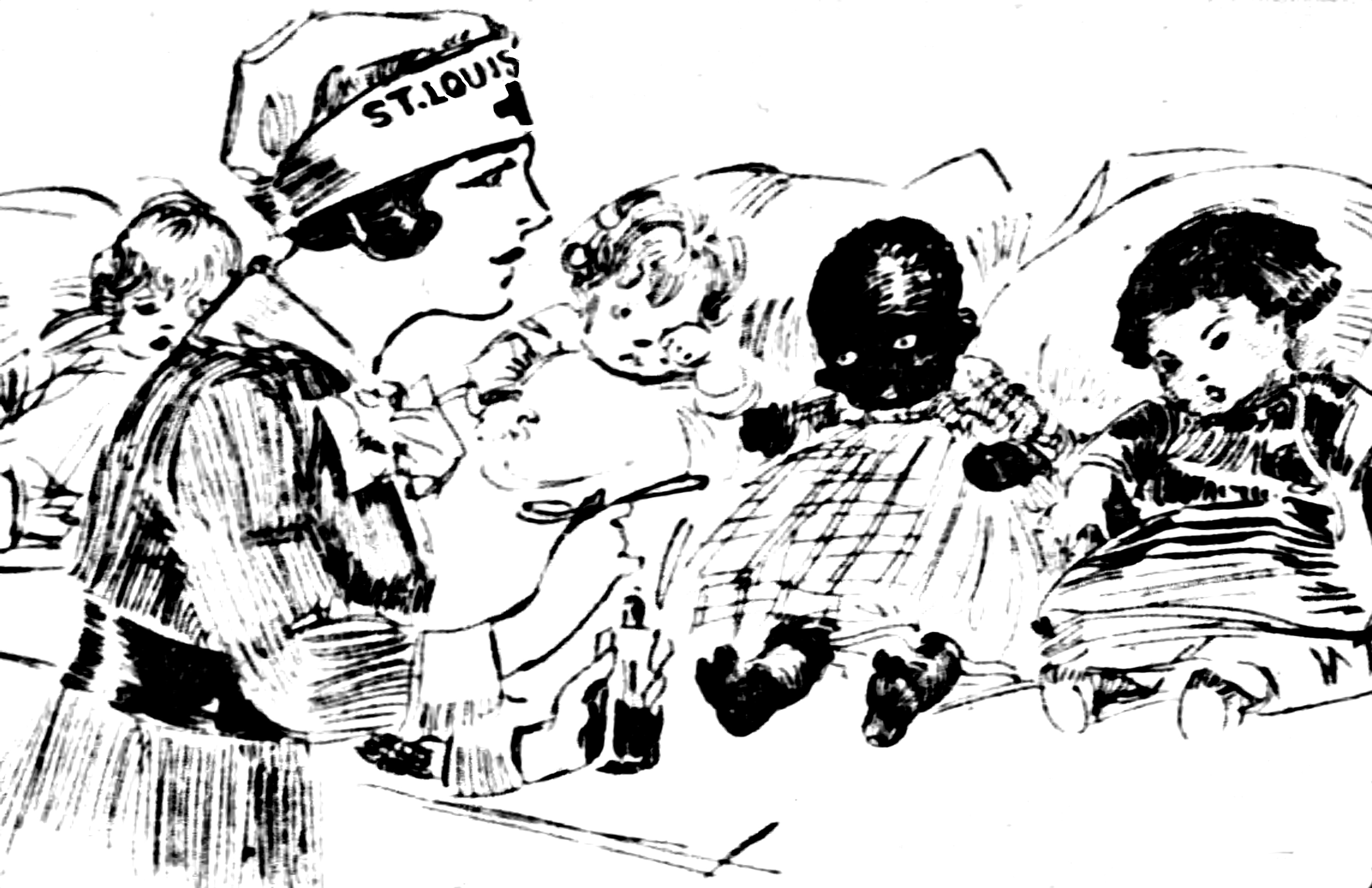
Tranh vẽ tháng 2 năm 1918 bởi Marguerite Martyn, vẽ một y tá ở St. Louis, Missouri, với thuốc và trẻ em

Một loại thuốc có thể chứa một hoặc nhiều hoạt chất.
Có ba loại đường dùng thuốc chính: đường ruột (thông qua đường tiêu hóa của con người), tiêm vào cơ thể và bằng các đường khác (da , mũi, nhãn khoa, tai mũi họng, và niệu sinh dục).
Dùng bằng đường uống, dạng dùng qua đường ruột phổ biến nhất, có thể được thực hiện bằng nhiều dạng bào chế khác nhau bao gồm viên nén hoặc viên nang và dạng lỏng chẳng hạn như xi-rô hoặc hỗn dịch. Các cách khác để dùng thuốc bao gồm miệng (đặt bên trong má), ngậm dưới lưỡi (đặt bên dưới lưỡi), nhỏ mắt và thuốc nhỏ tai (nhỏ vào mắt hoặc tai), và qua da (áp dụng cho da).